# 漢薩同盟會議
漢薩同盟會議（德語：Hansetag），又稱作全漢薩同盟會議行（德語：gesamthansische Tagfahrt），屬於表述時漢薩同盟城市代表間召集同盟會議的術語，會議上會討論同盟成員的一切重要事務。

## 意義
該會議是同盟中的最高權威及組成部分，同盟成員們的利益會通過其進行協議、決策和付諸實行。有關事項尤其包括：批准條約，談判貿易特權，與外國統治者的談判，關於和約、開戰和經濟封鎖的決策，制定經濟規章，以及同盟接納成員或排除成員的決定。為釐清地區事務，還會加開第三方會議與地區會議。
漢薩同盟沒有該會議以外的其他組織機搆，而會與城市共同體的成員進行直接溝通。因此漢薩同盟的組織結構，也可理解為一個扁平、水平結搆的網絡。
在每個漢薩同盟會議結束之時，都會製作一份包含會議結果和決議的會議紀要（漢薩同盟休會），副本會分派給各城市的會議信使。這些具重要歷史研究價值的文件，僅出版直到1537年，記錄了漢薩同盟的政治決策過程，  
第一次漢薩同盟城市大會於1356年在呂貝克舉行，各城市的代表齊聚一堂，無人缺席，因此，其被稱為首屆漢薩同盟大會。 而索布人（Wendish）和威斯特伐利亞人（Westphalian）等的城鎮自己組建的聯盟，早於此大會前的100年前就已存在，並通過該種一日遊會議機制來協調他們的共同利益。《漢薩同盟年鑑》第1卷的第一條漢薩同盟會議記錄可追溯到1256年時在維斯馬舉行的一次會議，其旨在解決呂貝克和羅斯托克兩個城市之間的爭端。兩個城市聯盟的首次會議於1305年舉行，呂貝克代表文德城市方，邀請威斯特伐利亞人城市方共同召開一日遊會議。這標誌了漢薩同盟城市大會的開始，也標誌了原屬於商人的漢薩同盟向漢薩城市聯盟的過渡。
呂貝克由于其卓越地位和地理位置，成為漢薩同盟首選的會議地點。1356～1480年間的111屆漢薩同盟會議會議中，有76屆都在呂貝克舉行（參加的同盟代表數目達到三分之二至全數）。 發起舉辦漢薩同盟會議會議的也主要是呂貝克。  
漢薩同盟會議的成员参与度普遍较低；通常只有 10 至12 个城市由其议会信使代表。 1447年，代表团数量最多，为39个，仅为总数的一半。其中一个主要问题是代表们缺席，因为城市希望节省代表们的差旅费。未能出席则会被屡次处以罚款。除了理事会信使外，有时还会邀请皇帝、大主教或王子等高级嘉宾参加汉萨日。
如今，它有两层含义：（历史上的）汉萨日，中世纪和近代汉萨城镇联盟的决定都是在这一天做出的；以及现代的汉萨日。
下面以表格的形式记录了从1356年第一个漢薩同盟會議开始到1669年在吕贝克举行的最后一个漢薩同盟會議的历年漢薩同盟會議和城市日。简要记录了汉萨同盟及其成员城市历史上的特别决议及其时间分类。

## 會議列表

### 1356年至1365年
| 日期                                                                               | 與會地                    | 與會者/代表 | 達成結果及時間分類 |
| ---------------------------------------------------------------------------------- | ------------------------- | --- | --- |
| 1356年2月2日                                                                       | 呂貝克                    | 出席當地會議使者:呂貝克三級代表（Drittel），代表盧貝克、漢堡 與 施特拉爾松德；威斯特伐利亞-普魯士三級代表，代表多特蒙德、索斯特、托倫及埃爾布隆格；哥得蘭三級代表，代表哥得蘭島和立窩尼亞諸城                                                                                        | 首屆同盟大會： 由呂貝克議員Jakob Pleskow和呂貝克三級代表促使會議首要決定，各成員需在呂貝克派駐大使，以與佛蘭德斯伯爵就有關佛蘭德斯和德意志商人之間持續的爭端進行談判。不過在當年6月12日召集的談判未能達成預期結果，但將布魯日原獨立的德意志貿易站轉予漢薩諸城控制，當日休會保留記錄含三頁列出布魯日諸長老的名單，信息包括其籍貫。 |
| 1356年8月4日                                                                       | 呂貝克                    | | 坎彭，與施特拉爾松德諸城、羅斯托克、維斯馬之間，就爭端談判，由呂貝克和格賴夫斯瓦爾德對談判達成作出仲裁結果。 波羅的海上海商日益活躍，當年斯堪尼亞和卑爾根也在格賴夫斯瓦爾德創立商團 |
| 1358年1月20日                                                                      | 呂貝克                    | 貝克三級代表: 代表呂貝克（Bertram Vorrade市長， Johann Wittenborg商人）、戈斯拉爾、漢堡、羅斯托克、施特雷爾松德、維斯馬和不倫瑞克；普魯士諸城：托倫和埃爾布隆格。威斯特伐利亞和立窩尼亞的城鎮缺席。                                                                                  | 由於在佛蘭德斯內的貿易特權受到侵犯，會議決定對包括安特衛普和梅赫倫在內的整個佛蘭德斯地區實施經濟封鎖。佛蘭德斯由此遭受持續物資短缺尤其糧食，其於1360年與漢薩同盟簽訂和平條約接受要求以解除封鎖。漢薩同盟對佛蘭德斯經濟戰爭取得勝利，被視為展現出該城邦聯盟社區團結一致的自信。 |
| 1358年8月3日                                                                       | 呂貝克                    | | 在與會地，不來梅於文德人諸城集議之前接受他們准許其加入聯盟的條件，這些條件包括提供一艘載有50名武裝人員的戰船保衛厄勒海峽，以及一艘載有100名武裝人員的戰船保衛易北河（漢堡）。不來梅商人們一旦違反禁運，他們將失去貨物和生命。 1275年不來梅曾因拒絕參加對挪威的封鎖而被剔除於外。 |
| 1358年11月1日                                                                      | 羅斯托克                  | 呂貝克、漢堡、維斯馬、羅斯托克、施特拉爾松德、 格賴夫斯瓦爾德、安克拉姆和代明。 | 與會代表們同意組成為期三年的一個忠心互保聯盟，以對抗任何可能限制他們城鎮權利的王公和領主們。還有制訂諸城聯合針對教會法庭濫權的措施，以及針對海盜、搶匪和其他犯罪者的舉措。 |
| 1358年11月不詳                                                                     | 呂貝克                    | 與會記錄除呂貝克，具體成員不詳 | 就德意志漢薩聯盟在佛蘭德地區的特權進行談判，來自佛蘭德斯的奧斯定會修士彼得出席會議，提交佛蘭德斯伯爵路易斯草擬方案，被議會認為未滿足要求而否決。 |
| 1358年11月3日                                                                      |                           | | 格賴夫斯瓦爾德記錄與施特拉爾松德，安克拉姆和代明一齊達成的共識。為保證四個城邦公民於持續不斷的呂根王位繼承戰爭中免受劫掠，他們決定組成同盟。 |
| 1358                                                                               | 施特拉爾松德              | | 施特拉爾松德與瑞典國王馬格努斯就涉及一艘在挪威蘇德威克海岸的擱淺船隻所屬漂浮物和殘骸，在挪威法律和市政特權下其市民可享有的權利進行談判。他們收到瑞典國王回覆授予特別保護令狀。 |
| 1358年12月6日                                                                      | 羅斯托克                  | 呂貝克、漢堡、維斯馬、羅斯托克、施特拉爾松德、 格賴夫斯瓦爾德、安克拉姆姆和代明 | 為緊急應對佛蘭德事態，決議下年6月24日在呂貝克舉行集議日。 |
| 1359年3月31日                                                                      | 格賴夫斯瓦爾德            | | 與佛蘭德議員們進行談判，最終達致共識。 |
| 1359年6月24日                                                                      | 呂貝克                    | 勃蘭登堡諸城鎮和多特蒙德被邀請出席會議。 | 強烈要求制裁佛蘭德。佛蘭德提出新談判達成解決爭端的方案。 |
| 1360年6月24日                                                                      | 呂貝克                    | | 弗拉芒諸城在三份文件中表明同意賠償德意志商人們所蒙受損失，出具八份文件授予同盟系列特權。. |
| 1360年6月26日至7月19日                                                             |                           | 呂貝克、 羅斯托克、維斯馬、施特拉爾松德和格賴夫斯瓦爾德。 | 與丹麥談判：就著馬格努斯國王和他兒子哈康&埃里克之間正發生的瑞典皇室內權力爭端 ，以及與丹麥國王瓦爾德瑪二世間的敵對情況而進行，後者要求呂貝克和其他波羅的海漢薩同盟城鎮的勢力，撤離瑞典國王「非法統治」的斯科訥。 同時作為交換，其向聯盟提出自由憲章草案頒授與會諸城，以及提交呂貝克一份確認既有各項特權的和解草案。 |
| 1360年8月24日                                                                      | 呂貝克                    | | 佛蘭德斯伯爵及根特、布魯日和伊珀尔派遣使節團出席會議，提交正式代表的議案，附加相關授權證明文件，旨在解決與諸城間分歧，確保已許諾予聯盟內德意志商人們的自由、特權，和履行記錄在238號文件的賠償約定。恢復與佛蘭德的和平狀態。 |
| 1361年5月19日                                                                      | 羅斯托克                  | 呂貝克、 漢堡、 施特拉爾松德、 什切青、 維斯馬和羅斯托克 | 各方就為維護在丹麥的貿易自由而如何分擔共同支付予丹麥國王瓦爾德瑪一世的4000馬克費用，展開談判。格賴夫斯瓦爾德以其享有的特殊丹麥特權為由，拒絕承擔其應承擔的費用份額。 |
| 1361年6月24日                                                                      | 呂貝克                    | | 關於這次會議的唯一資訊來自羅斯托克寫給格賴夫斯瓦爾德的信。信中討論了鑄銅匠和錫匠的角色。 |
| 1361年8月1日                                                                       | 格賴夫斯瓦爾德            | | 是次會議前不久，瑞典的厄蘭島（博裡霍爾姆島）和 哥特蘭島 遭到丹麥國王 瓦爾德瑪四世 軍隊進攻並被征服。 1361年7月27日哥特蘭島上爆發維斯比戰役。在攻城戰中，1,800名抵抗攻擊的市民慘遭殺害，當地的大型倉庫被洗劫一空，幾乎整座城鎮被摧毀。因此事態，漢薩同盟決定斷絕與丹麥和斯科訥的所有貿易往來。 |
| 1361年9月7日                                                                       | 格賴夫斯瓦爾德            | 呂貝克（約翰·普列斯科夫、約翰·維滕堡）、漢堡（迪特里希·瓦克斯）、維斯馬、羅斯托克、施特拉爾松德（赫爾曼·范德姆·拉德、戈德克·吉斯、呂德克·範·庫爾本、伯恩特·範不來梅）、格賴夫斯瓦爾德、安克拉姆姆、什切青、科沃布熱格、 不來梅和 基爾，以及條頓騎士團 、瑞典與挪威國王派遣的諸使節。 | 漢薩同盟議會決定中斷與丹麥的貿易聯繫，並準備和資助一場對丹麥的戰爭。為此，漢薩同盟諸城的船隻和出口貨物將被徵收相當於每英鎊四便士的通行費。旨在打破丹麥對波羅的海的主宰，其霸權與佔領瑞典、斯堪尼亞和哥特蘭島部分地區有關。文德諸城與挪威國王哈康六世和馬格努斯七世以及石勒蘇益格公爵埃里克一世和霍爾斯泰因伯爵締結了對抗丹麥的條約。國王們將為2000名武裝人員提供必要的船隻。海上城市的裝備：呂貝克600人、2艘寇格船、6艘斯尼格船（大型和小型戰艦）和2部彈射器，漢堡200人和2艘寇格船，羅斯托克、維斯馬、施特拉爾松德、格賴夫斯瓦爾德以及科爾貝格、斯泰丁和安克拉姆各有600名士兵、6艘寇格船、6艘斯尼格船和2架彈射器，不來梅有100名士兵和1艘寇格船。       |
| 自1361年9月7日漢薩會議以來，諸城鎮曾多次於格賴夫斯瓦爾德聚會，但具體信息缺乏記錄。 |                           | | |
| 1362年10月8日                                                                      | 施特拉爾松德              | | 時值漢薩正同丹麥開戰（第一次瓦爾德瑪戰爭）。原定1361年11月11日開戰，後推遲至1362年3月27日。1362年4月漢薩艦隊由呂貝克市長Johann Wittenborg率領出動52艘船，其中27艘為寇格船，駛入厄勒海峡。艦隊另一指揮者被提及為海因里希·馮·霍爾斯坦伯爵（據《漢薩會議記錄》第一卷第199頁載錄，兩人具體分工並不清楚）。1362年5月初，哥本哈根的艦隊抵達，城鎮和堡壘被攻占、洗劫。艦隊乘機登陸圍攻赫爾辛堡。由於未能獲得北歐盟友支援，漢薩決定以約1500人的兵力從陸路圍攻赫爾辛堡。留守艦船兵力薄弱，於1362年7月18日被瓦爾德瑪四世襲擊，有12艘大型寇格船被俘。 |
| 1362年11月6日                                                                      | 羅斯托克                  | 呂貝克（Bertram Vorrade、Johann Pleskow）、施特拉爾松德（Bertram Wulflam）、維斯馬, 羅斯托克及丹麥代表Viko Molteke和公證人Roder | 就丹麥國王瓦爾德瑪及其子克里斯托夫、瑞典和挪威國王馬格努斯及其子哈昆，與德意志漢薩之間的停戰協議，進行談判。停戰協議於1362年11月10日宣佈，並由丹麥方面認證，協議有效期至1364年1月6日。 此外還討論費馬恩島歸屬哪個伯爵領地以及應徵收磅稅問題。 |
| 1363年1月1日                                                                       | 施特拉爾松德              | 呂貝克（Johann Pleskow）、施特拉爾松德（Bertram Wulflam）、漢堡（市議會書記Johann Wunstrop）、羅斯托克、維斯馬、什切青旧城、基爾、格赖夫斯瓦爾德、安克拉姆和什切青。 | 由於戰爭失利，聯盟力量削弱，僅通過兩項決議：一是守衛北歐國王抵押給漢薩的 博里霍爾姆 ，二是對基爾的賠償。維斯馬市議員Johann Gletzow被任命為博里霍爾姆 一年的總管。 其他決議推遲至1363年2月5日在羅斯托克的會議討論。 會議收到海因里希·馮·霍爾斯坦伯爵的消息，稱丹麥尚未確認1362年9月9日的停戰協議。會議隨後要求騎士Viko Moltke惇促通過該協議並履行對戰俘的條件。 普魯士城邦對停戰談判中涉及普魯士戰俘的不公表示不滿，並反對自1362年10月8日徵收的磅稅，但該稅仍需繳納至1363年6月。 會議還試圖處理對約翰·維滕堡的指控，他在1362年率領漢薩艦隊對丹麥作戰在圍攻赫爾辛堡時損失了12艘寇格船。最終他被呂貝克市議會判處死刑，並於1363年9月在呂貝克市場公開執行。 |
| 1363年2月5日                                                                       | 羅斯托克                  | 呂貝克、漢堡、施特拉爾松德（Bertram Wulflam）、科爾貝格 、維斯馬、格賴夫斯瓦爾德、基爾、羅斯托克和一位什切青的公證人。 | 會議討論了磅稅、費用清單及賠償要求，對違反共同決議者的懲罰規定，以及與梅克倫堡公爵和霍爾斯坦伯爵結盟的初步談判。 霍爾斯坦伯爵海因里希和尼古拉斯向諸城報告，丹麥會阻撓和約達成，諸城應就此提醒國王。瑞典國王向諸城表示願意加入漢薩與丹麥國王達成的和約。如丹麥破壞和約，瑞典將指望各城予以援助。 維斯比詢問諸城自己是否被納入和約及是否獲得漢薩聯盟的共同保護。 |
| 1363年3月17日                                                                      | 維斯馬                    | 維斯馬、呂貝克（Bertram Vorrade, Johann Pleskow）、羅斯托克、施特拉爾松德（Bertram Wulflam, von Külpen）、安克拉姆、什切青、 什切青舊城和基爾。 | 霍爾斯坦伯爵與丹麥的談判取得一定進展。計劃派遣使節前往法爾斯特島 的尼克賓法爾斯特 。瑞典國王馬格努斯抱怨呂貝克未能按時供應糧食。會議討論了因北歐國王們未能協助漢薩對抗丹麥在城鎮蒙受損失中所佔程度，以及是否應就此追究國王們的責任。 |
| 23. April 1363                                                                     | 維斯馬                    | 呂貝克、羅斯托克、施特拉爾松德（Bertram Wulflam, von Külpen）、維斯馬、 基爾、 一位漢堡的公證人，以及維斯比和霍爾斯坦伯爵的使節們。 | 會議主要致力於對使節的指示。 |
| 1363年5月7日                                                                       | 法爾斯特島 尼克賓法爾斯特 | 呂貝克（Hermann von Osenbrügge）、維斯馬、羅斯托克、施特拉爾松德 （Bertram Wulflam, von Dörpen）、格賴夫斯瓦爾德、什切青及基爾的12名使節。 | 聯盟代表與丹麥人在該地就停戰和談，丹麥方面與會者：瓦爾德瑪國王，薩克森公爵和克勞斯·馮·萊姆貝克以及隆德大主教，維科·莫爾特克，安德烈亞斯·弗羅斯特和克里斯蒂安·庫爾。 赫爾曼·奧森布格與瑞典和挪威君主進行和談。 1363年5月21日，與會各方達成一份協議草案。 |
| 1363年6月24日                                                                      | 呂貝克                    | 呂貝克（Bertram Vorrade）、漢堡、羅斯托克、施特拉爾松德、維斯馬、格賴夫斯瓦爾德、 什切青、什切青舊城、呂訥堡、基爾，呂貝克三級代表，維斯比、 里加、 塔爾圖、塔林， 哥德蘭三級代表 和 海烏姆諾 和來自普魯士三級代表的一個市鎮。                                                       | 眾多城市參加的會議主要處理漢薩事務。解除前往佛蘭德的禁令。調解了普魯士分區與威斯特伐利亞分區間爭端。因威斯特伐利亞分區多次未出席，剝奪其「首席地位」，轉由普魯士分區擔任。與丹麥的談判無果，開始準備對丹麥的第二次戰爭。與梅克倫堡公爵和霍爾斯坦伯爵的談判則繼續進行。 |
| 1363年7月25日                                                                      | 維斯馬                    | 呂貝克、 羅斯托克、什切青、科爾貝格、維斯馬、基爾、施特拉爾松德（Bertram Wulflam，von Dörpen，Plötze），以及漢堡與格賴夫斯瓦爾德的公證人們共28人出席 | 處理諸城邦之間的相互索賠（開支）及維持於博爾霍爾姆的聯盟主導權所需開支。 |
| 1363年9月8日和22日                                                                 | 施特拉爾松德              | 呂貝克、維斯馬、什切青、新什切青舊城、基爾、施特拉爾松德、羅斯托克、格賴夫斯瓦爾德，以及漢堡和安克拉姆的公證人 （僅9月22日）。 | 與丹麥的談判，什切青公爵和卡明主教作為丹麥國王瓦爾德瑪的全權代表出席，國王本人也被期待到場。在斯科訥，丹麥人壓制商人，戰爭一觸即發。普魯士城邦希望避免參戰，但願通過徵收磅稅提供支持。 |
| 1363年10月22日                                                                     | 呂貝克                    | | 缺少會議記錄。 |
| 1363年11月1日                                                                      | 格賴夫斯瓦爾德            | 呂貝克、羅斯托克、維斯馬、什切青、安克拉姆、施特拉爾松德 （Bertram Wulflam、vom Rade、Ghyse、Johannes Rughe）、新什切青舊城、格賴夫斯瓦爾德、科爾貝格和一位來自基爾的公證人共 27人出席。                                                                                             | 會議處理漢堡事務。會議為與瓦爾德瑪單獨談判而前往沃爾加斯特。 |
| 1363年11月6日                                                                      | 沃爾加斯特                | 施特拉爾松德 （Bertram Wulflam、vom Rade、von Külpen、von Dörpen）。 | 與丹麥代表就漢薩商人在丹麥和斯科訥的權利進行談判，但未果。 |
| 1363年11月19日                                                                     | 格賴夫斯瓦爾德            | 呂貝克、羅斯托克、維斯馬、什切青、安克拉姆、施特拉爾松德、科爾貝格、新什切青舊城、格賴夫斯瓦爾德和一名基爾的公證人。 | 為籌備與丹麥新戰爭，因沃爾加斯特談判失敗，且與丹麥的停戰協議將於1364年1月6日到期。諸城意見不一，什切青、安克拉姆、科爾貝格、新什切青舊城、格賴夫斯瓦爾德和普魯士城鎮不會參戰，呂貝克、羅斯托克、維斯馬和施特拉爾松德決定參戰。 |
| 1364年1月6日                                                                       | 施特拉爾松德              | 呂貝克、羅斯托克、維斯馬、格賴夫斯瓦爾德、什切青、什切青舊城、安克拉姆、基爾、施特拉爾松德和科爾貝格。 | 會議決定向英法兩國國王及佛蘭德伯爵控訴瓦爾德瑪對各城鎮的侵害，並決定復活節前全面停止航運。 11個城市（包括漢堡）約定裝備2,440人，分配如下：呂貝克（600）、羅斯托克、施特拉爾松德（各400）、漢堡、維斯馬、什切青、格賴夫斯瓦爾德（各200）、科爾貝格（100）、什切青舊城、安克拉姆（各50）、基爾（40），總費用166,234馬克，漢堡分攤12,000馬克。 附上記錄1362年對丹作戰中被俘羅斯托克人的名單。 |
| 1364年2月1日、3月3日、3月15日、3月24日                                             | 施特拉爾松德              | | 在施特拉爾松德系列會議上，諸城和丹麥之間的談判是在霍爾斯坦，阿道夫，克勞斯和尼古拉斯調解下進行，但未達成結果。諸城同意進一步的和談。 |
| 1364年4月14日                                                                      | 羅斯托克                  | 施特拉爾松德（Bertram Wulflam、von Külpen、Rhuge）、 維斯馬、羅斯托克、基爾、呂貝克的一個公證人、格賴夫斯瓦爾德及基爾共13人出席。 | 就針對丹麥的措施如實施出口禁令等進行談判。因丹麥不遵守停戰協議，會議討論建立對丹麥開戰的聯盟，因應時間因素而等待與巴爾明公爵的談判。 霍爾斯坦伯爵報告瑞典計劃由梅克倫堡的阿爾布雷希特加冕其子阿爾伯特三世為瑞典國王，並在對抗瑞典馬格努斯和挪威國王的鬥爭中取得初步勝利，使漢薩商人得以進入卡爾馬和斯德哥爾摩。 |
| 1364年5月25日                                                                      | 呂貝克                    | 羅斯托克、施特拉爾松德、維斯馬、格賴夫斯瓦爾德、什切青、科爾貝格、什切青舊城、基爾和呂貝克。 | 諸城同意與丹麥停戰。城邦間的付款義務被詳細列出。因漢堡多次請假未出席會議，特派會議使節前往漢堡談判。 |
| 1364年6月18日                                                                      | 施特拉爾松德              | 呂貝克、羅斯托克、施特拉爾松德（Bertram Wulflam）、維斯馬、格賴夫斯瓦爾德、什切青、科爾貝格、安克拉姆、施特拉爾松德、新什切青舊城和基爾共23人出席 | 諸城將與丹麥的停戰談判交由施特拉爾松德負責。在波美拉尼亞-沃爾加斯特公爵巴爾寧四世的調解下，與丹麥達成停戰協議。協議文件規定停戰至1368年2月2日（1367年聖燭節），涉及被佔據的丹麥城堡及降低丹麥有爭議的關稅。丹麥國王瓦爾德瑪由Viko Moltke簽署協議，卡明主教Johann I.致力於維護和平。協議正式批准前諸城將避免通過厄勒海峽。里加,、文登、瓦爾米耶拉、塔林、 塔爾圖、派爾努和費林等城鎮表示將遵守協議。 |
| 1364年7月21日                                                                      | 呂貝克                    | | 呂貝克接收到九份佛蘭德授予特權的證書（轉錄本）及1360年簽發的文件，包括佛蘭德伯爵路德維希授予德意志商人在佛蘭德的自由權利等。 |
| 1364年9月22日                                                                      | 施特拉爾松德              | 呂貝克、羅斯托克、維斯馬、科爾貝格、基爾、格賴夫斯瓦爾德和施特拉爾松德（Bertram Wulflam）共16人出席。 | 各城詳細結算為組建聯合戰隊所產生的費用，並按各城的受害人數分攤。 |
| 1365年3月27日                                                                      | 施特拉爾松德              | 呂貝克、羅斯托克、維斯馬、科爾貝格、施特拉爾松德（Bertram Wulflam）、基爾、什切青和格賴夫斯瓦爾德共19人出席 | 為與丹麥就與瑞典關係及佔領厄蘭島進行談判做籌備。惇促波美拉尼亞-沃爾加斯特公爵巴爾寧四世和瓦爾德瑪確認已達成的停戰協議。要求各城提交卑爾根和布魯日商棧的授權書及有關博爾霍爾姆的授權。 |
| 1365年5月28日                                                                      | 呂貝克                    | 呂貝克、羅斯托克和施特拉爾松德（Bertram Wulflam、Ghyse）共20人 ，格賴夫斯瓦爾德 授權城鎮代表參與，丹麥使者Viko Moltke和Peter Munk。 | 就與丹麥擴大停戰協議進行談判，諸城鎮與丹麥間均相互提出條件 呂貝克與格賴夫斯瓦爾德就圍繞聖靈醫院產生的爭端達成和解。（Hanserecesse Band 1, Nr. 360–362, S. 311–314） |
| 1365年6月12日                                                                      | 施特拉爾松德              | | 籌備與丹麥的談判 |
| 1365年7月1日                                                                       | 阿克內斯談判              | | 尚不清楚原定在阿克內斯與丹麥的談判是否舉行，可能因諸城與羅斯托克的爭端而未能進行（沒有城鎮願意報銷前往阿克內斯的差旅費）。 羅斯托克向丹麥國王瓦爾德瑪致謝，感謝送市民們回默恩島。 |
| 1365年9月3日                                                                       | 沃爾丁堡談判              | 呂貝克、羅斯托克和施特拉爾松德。 | 就將由丹麥國王瓦爾德瑪和隆德大主教頒發的赦免書和自由證書草案進行談判，國王將授予諸城在斯科訥的多項自由權利，而大主教將授予一項海灘特權。 |
| 1365年10月5日                                                                      | 羅斯托克                  | 呂貝克、施特拉爾松德、什切青、新什切青舊城、基爾、維斯馬、科爾貝格、羅斯托克，和漢堡和格賴夫斯瓦爾德的公證人約翰·馮·旺斯多夫 | 批准沃爾丁堡談判結果，並就博爾霍爾姆事務及對在對丹戰爭中違反命令者的懲罰作出決議。 |
| 1365年11月22日                                                                     | 沃爾丁堡和談              | 丹麥國王瓦爾德瑪四世，漢薩以呂貝克為首的文德人代表。 | 1362年4月第一次瓦爾德瑪戰爭中漢薩遭遇慘敗後，1365年11月22日在沃爾丁堡城堡與丹麥國王瓦爾德瑪四世簽訂和約。（備註: 在漢薩會議記錄第一卷中未提及是次會議。） |

從1356年到1365年十年間，共舉辦40次漢薩同盟會議，其中呂貝克14次，施特拉爾松德9次，羅斯托克7次，格賴夫斯瓦爾德6次，維斯馬3次，沃爾加斯特1次。

### 1366年至1400年
| 日期                 | 與會地                  | 與會者/代表 | 達成結果及時間分類 |
| -------------------- | ----------------------- | --- | --- |
| 1366年6月24日        | 呂貝克                  | 呂貝克（Bernhard Coesfeld、Bruno von Warendorp）、施特拉爾松德（Bertram）、漢堡、羅斯托克、維斯馬、格賴夫斯瓦爾德、科爾貝格、基爾、維斯比、里加、多爾帕特、塔林、斯德哥爾摩、什切青的市議會公證人和但澤市長合共33人出席。                                                   | 與會諸城達成一系列事宜：加強諸城間聯盟實力並增強諸城訴諸於王公、領地和君主等的權威；行政管理事務任用資深者，只限於由諸城自己公民中選任。諾夫哥羅德和布魯日的辦事處作出重要決策必須徵得諸城同意。德意志人的特權應僅限於同盟諸城的公民享有。 同時調解諸城與顯貴們之間爭端：漢堡與霍爾斯坦伯爵阿道夫、不來梅與大主教阿爾貝特、羅斯托克與 馬克伯爵英格爾貝特及哈姆城鎮的糾紛。會議還廣泛討論產生開支在諸城間如何分配及結算。 |
| 1366年12月16日       | 羅斯托克                | 呂貝克、羅斯托克、施特拉爾松德（Bertram、Werner Buchow）、維斯馬、格賴夫斯瓦爾德，以及漢堡和什切青的公證人。 | 不少與會者不滿丹麥對待貿易和航運的敵對態度，並認為與丹麥再度停戰已無意義。大家認為瓦爾德瑪不敢直接對聯盟動武，而採取逐步削弱聯盟力量的手段。會議相信與丹麥開戰爭將不可避免。為加強聯盟，尋求普魯士諸城加入。要求丹麥主教和伯爵們必須遵守針對瓦爾德瑪有關非法徵收款項和奪取漂浮財物的協議。向漢堡、什切青和基爾提交對丹戰爭產生的賬單要求結清。 討論Friedrich Sundermann指揮官是否應對失去 厄蘭島和博爾霍爾姆城堡負責，因為諸城曾委托必須守衛這些地方。 |
| 1366–1368年          | 因 諾夫哥羅德問題的談判 | | 諾夫哥羅德的俄德爭端因 條頓騎士團軍隊入侵普斯科夫而爆發（1367年9月24日焚毀普斯科夫郊區）。普斯科夫人隨後襲擊了德意志地區的諾伊豪森（弗龍堡 ）。德俄雙方都有人被對方俘虜。對此聯盟實施禁止諾夫哥羅德航線、禁止向俄輸出鹽和鯡魚。 |
| 1367年5月4日         | 施特拉爾松德            | 施特拉爾松德（Bertram） | 再次對丹麥提出新的控訴，船隻和貨物再次被搶劫，騎士承諾的護航也未兌現。原有停戰結束後，不得再前往斯堪尼亞，也不得向丹麥供應武器、鐵和鹽。 |
| 1367年5月30日        | 羅斯托克                | 呂貝克、施特拉爾松德、羅斯托克、維斯馬、基爾，以及格賴夫斯瓦爾德和什切青的公證人。 | 海港諸城試圖調解條頓騎士團團長溫里希·馮·克尼普羅德與丹麥之間的軍事衝突。瓦爾德瑪對普魯士和荷蘭商人採取暴力行動。他同意在施特拉爾松德進行談判。 |
| 1367年6月24日        | 施特拉爾松德            | 呂貝克、羅斯托克、施特拉爾松德（Bertram）、維斯馬、格賴夫斯瓦爾德、什切青、科爾貝格、但澤、海烏姆諾、托倫、埃爾賓 ，以及漢堡一名市議會公證人和來自普魯士的使節，丹麥方面有Vicko Moltke和Ringmann von Lanken，後還有里彭主教。                                               | 會議討論丹麥與普魯士-荷蘭城鎮聯盟之間的衝突。海港諸城尚未決定與丹麥公開決裂，是年斯堪尼亞之行仍將進行。 丹麥使節要求諸城前往丹麥談判，呂貝克、施特拉爾松德和安克拉姆表示同意。 來自卑爾根的商人對挪威國王哈康六世提出了申訴。 |
| 1367年7月11日        | 埃爾賓                  | 普魯士諸城、坎彭、斯塔福倫 、哈爾德韋克、埃爾布隆格、濟里克澤、阿姆斯特丹和多德雷赫特。 | 會議討論了針對丹麥和挪威國王的聯盟。普魯士-荷蘭諸城決定在科隆召開會議。 |
| 1367年               | 與普魯士的談判          | | 就參加科隆會議達成協議。普魯士諸城委托議會使節與梅克倫堡領主和海因里希·馮·霍斯坦伯爵進行進一步談判。 |
| 1367年7月29日        | 施特拉爾松德            | 呂貝克、羅斯托克、維斯馬、施特拉爾松德、格賴夫斯瓦爾德、科爾貝格、基爾和安克拉姆，以及什切青一名公證人和瓦爾德瑪的代表亨利·馮·羅斯柴爾德主教。 | 文德人和普魯士-荷蘭諸城，與瓦爾德瑪就和平調解進行談判。一名呂貝克公證人會再次前往丹麥與國王談判。禁止面向丹麥和挪威的貿易活動。向漢堡、不來梅和斯塔德 提出付款要求。 |
| 1367年8月22日        | 法爾斯特博德談判        | 呂貝克、維斯馬、羅斯托克、施特拉爾松德（Bertram Wulflam、Johannes Rughe、公證人Rode）、格賴夫斯瓦爾德和安克拉姆合共7人出席，以及國王瓦爾德瑪、一名丹麥議員、薩克森公爵埃里希二世和霍爾斯坦伯爵阿道夫。                                                                      | 在法爾斯特博德城堡與瓦爾德瑪的重要談判由Bertram Wulflam主導。未能與丹麥達成和平協議。談判將於10月13日繼續。 |
| 1367年9月1日         | 施特拉爾松德            | 呂貝克、維斯馬、羅斯托克、施特拉爾松德（Bertram Wulflam）、格賴夫斯瓦爾德和安克拉姆。 | 使節從法爾斯特博德談判返回後，會議決定籌備對丹麥戰爭，主要是確保在斯堪尼亞既有的物資和裝備。諸城針對丹麥國王及其官員列出15項控訴。斯堪尼亞鯡魚不得再通過厄勒海峽運往佛蘭德。是否允許通過厄勒海峽，訂於10月6日在羅斯托克決定。 |
| 1367年10月6日        | 羅斯托克                | 呂貝克、施特拉爾松德（Bertram Wulflam）、什切青、維斯馬和羅斯托克合共13人出席。 | 籌備前往科隆大會。波羅的海諸城討論明確，對丹麥戰爭必須與北海諸城聯合方可進行。應爭取梅克倫堡公爵和 霍爾斯坦伯爵加入聯盟。在如何推進針對丹麥行動上，與普魯士-荷蘭諸城存在分歧。決定切斷諸城的丹麥供應鏈，對不服從者予以懲罰。討論了通過漢諾威和呂訥堡將北海與波羅的海連接的可能性。易北河路線選項因漢堡意見不一而被排除。 |
| 1367年11月11日至17日 | 科隆                    | 21名使節及多位科隆代表；施特拉爾松德的Bertram Wulflam和Johannes Rughe，他們也代表格賴夫斯瓦爾德、安克拉姆和什切青；呂貝克、羅斯托克、維斯馬、埃爾布隆格、坎彭、哈爾德韋克、埃爾堡、阿姆斯特丹各兩名使節，海烏姆諾、托倫和布里勒各一名使節。許多使節還持有鄰近諸城的授權書。 | 在科隆召開漢薩大會具有特殊意義，因為科隆僅有過一次這樣的大會。此前未參加過漢薩大會的荷蘭-西蘭諸城因地理接近，便於參會，也應參與對丹麥的戰爭。為戰爭努力，諸城組成更緊密聯盟——科隆同盟。威斯特伐利亞諸城則未出席漢薩大會，他們不願承擔戰爭的經濟負擔，認為這場海戰與己無關。 作為對丹麥戰爭的軍事措施，決定如下：文德人和利沃尼亞諸城應提供10艘寇格船、100名武裝人員、2艘駁船和2艘小船；六個普魯士城邦提供6艘寇格船；坎彭、須德海和澤蘭諸城提供4艘寇格船。每艘寇格船應配備20名善射的武裝人員。 須德海的寇格船應於1368年復活節前準備完畢，在挪威海岸集結後共同駛入厄勒海峽。波羅的海諸城的艦隊應在希登塞島集結，並在厄勒海峽與須德海艦隊會合。 不遵守該協議的城鎮，將被排除在漢薩貿易和港口活動之外十年。 為籌集戰爭經費，決定對每位商人徵收磅稅，例如每6呂貝克馬克收入徵收4呂貝克分錢。各城在兩國遭受的損失也應得到賠償。在與丹麥達成和平前，該同盟及其規定維持三年有效。 |
| 1367年12月8日        | 呂貝克                  | 施特拉爾松德（Bertram） | 施特拉爾松德作為戰爭主導城，被委托將決議通知漢堡、不來梅、基爾、什切青、科爾貝格和安克拉姆。未加入科隆同盟的諸城應在羅斯托克表態。皇帝和其他顯貴，以及英格蘭人和佛蘭德人，都應被告知既已發生事態。各城應對一切保密。卑爾根的商人應盡快被通知準備出航，並為其派遣船隻。 |
| 1368年1月1日         | 羅斯托克                | 呂貝克、漢堡、施特拉爾松德（Bertram、Ludwig von Külpen、Ruhge）、什切青、格賴夫斯瓦爾德、科爾貝格、維斯馬和羅斯托克合共18人出席。 | 確認了科隆的決議，並按如下方式分配戰爭兵力：呂貝克3艘寇格船300人，羅斯托克2艘寇格船150人，施特拉爾松德2艘寇格船200人，維斯馬1艘寇格船100人，格賴夫斯瓦爾德1艘寇格船75人，科爾貝格1艘寇格船40人，什切青1艘寇格船80人。漢堡和不來梅是否參與尚未決定。與梅克倫堡和霍爾斯坦的領主約定會面。還將與丹麥再度談判。 |
| 1368年1月23日        | 維斯馬                  | 呂貝克、施特拉爾松德、羅斯托克和維斯馬。 | 與瑞典國王阿爾伯特，梅克倫堡公爵阿爾伯特、 海因里希 、馬格努斯，以及霍爾斯坦伯爵海因里希和克勞斯，簽訂對丹麥戰爭的條約，並確定認證日期。函待必須爭取布倫瑞克和漢諾威加入科隆同盟。 |
| 1368年2月2日         | 呂貝克                  | 羅斯托克、施特拉爾松德（Bertram）、維斯馬和呂貝克，瓦爾德瑪的使節Hartwig von Hummersbüttel和Rigmann von Laken，以及維斯比一名議會使節。 | 與瓦爾德瑪國王的談判因丹麥未履行科隆協議條件而中斷。與瑞典國王、梅克倫堡和霍爾斯坦的領主以及日德蘭貴族結成戰爭同盟。梅克倫堡公爵將維滕堡和里布尼茨城堡作為抵押交給諸城。與薩克森公爵 埃里希二世簽訂中立條約。漢堡、不來梅、斯塔德、基爾、格賴夫斯瓦爾德、安克拉姆、什切青和什切青舊城，以及普魯士、澤蘭、尼德蘭和須德海的城鎮，悉數加入戰爭同盟。 呂貝克向教皇 烏爾巴諾五世和皇帝查理四世遞交了關於丹麥對普通商人暴力行為的控訴信。向皇帝查理和布魯日的德意志商人們通報了戰爭同盟的決議。決定向卑爾根派遣空船。 |
| 1368年2月9日         | 漢堡                    | | 呂貝克與漢堡、不來梅和斯塔德就他們與漢薩的爭端進行談判。 |
| 1368年2月27日        | 格雷沃斯米倫            | 呂貝克、羅斯托克、施特拉爾松德（Bertram）、維斯馬和格賴夫斯瓦爾德，以及梅克倫堡公爵阿爾布雷希特和霍爾斯坦伯爵海因里希、尼古勞斯。 | 梅克倫堡公爵代表瑞典國王阿爾伯特認證了為期兩年針對丹麥和挪威國王的聯盟，瑞典應提供1000人。就薩克森公爵埃里希和霍爾斯坦伯爵阿道夫如違反中立條約時的措施進行表決。施特拉爾松德和格賴夫斯瓦爾德已封鎖佩訥河，以防波美拉尼亞公爵支援瓦爾德瑪。 坎彭和普魯士諸城被詢問是否應因漢堡反對科隆同盟而將其排除。 |
| 1368年3月15日        | 羅斯托克                | 呂貝克、施特拉爾松德、什切青、格賴夫斯瓦爾德、維斯馬和羅斯托克。 | 在霍爾斯坦伯爵海因里希同意下，各城與漢堡達成和解。 霍爾斯坦伯爵海因里希和尼古勞斯認證了針對丹麥和挪威國王的聯盟。 指定了艦隊指揮官：施特拉爾松德為市長Heinrich Schele和市議員Borchardt Plötze、Johannes Ruhge，呂貝克3名，羅斯托克和維斯馬各2名，什切青和格賴夫斯瓦爾德各1名。為參與戰爭同盟，梅克倫堡公爵獲得1000呂貝克馬克現金、2000馬克擔保和10艘船。梅克倫堡承諾在5月4日前提供300名騎士和侍從。4月16日，所有人應在希登塞島的尖嘯半島集合。 4月6日，瓦爾德瑪國王離開受威脅的王國，將國家權力交給元帥亨寧·馮·普特布斯。 |
| 1368年3月23日        | 維斯馬                  | | 本次會議無記錄。 |
| 1368年               | 多德雷赫特談判          | | 諸城威脅稱，如果佛蘭德諸城不停止與丹麥和挪威的貿易，將把布魯日的集散地遷往多德雷赫特。1368年6月9日，巴伐利亞公爵阿爾伯特授權多德雷赫特議會使節，與各城就遷移集散地進行談判，並保證漢薩商人享有其兄長在位時授予的權利。最終並未遷往多德雷赫特。 |
| 1368年6月24日        | 呂貝克                  | 呂貝克、羅斯托克、施特拉爾松德、維斯馬、什切青、格賴夫斯瓦爾德、科爾貝格、托倫、埃爾布隆格、但澤、里加、塔林、坎彭、濟里克澤、多德雷赫特、斯塔沃恩、阿姆斯特丹和布里勒，以及維斯比一名議員，合共35人出席。                                                                  | 4月16日，科隆同盟對丹麥的戰爭開始。5月2日攻占哥本哈根，洗劫並佔領城堡。瑞典人佔領斯堪尼亞並圍攻赫爾辛堡。霍爾斯坦人和日德蘭人佔領奧爾堡。只有王室駐地沃爾丁堡由Vicke Moltke成功防守。面對漢薩的強大攻勢，丹麥由於國王逃亡而抵抗有限。 斯堪尼亞被佔領後，瑞典國王阿爾伯特於7月25日允許諸城自由前往斯堪尼亞，8月1日開始允許「腌制鯡魚」（Vitte）上岸入市。哥本哈根城堡應繼續佔領，日後予以摧毀。與瑞典國王阿爾伯特就應由挪威國王哈康承擔的賠償進行談判。 效力羅斯托克對抗丹麥國王的各項服役和協助的報酬單據被開具並存檔。點算武器損失和被俘者的贖金，予以償付。 基爾、漢堡和不來梅被惇促加入同盟。塔林的議會使節報告了維斯比與利沃尼亞諸城之間的爭端。 |
| 1368年7月30日        | 羅斯托克                | 呂貝克、施特拉爾松德（Bertram）、維斯馬和羅斯托克 | 談判以下事項：認可安全航線的適用規定；交給諸城作為抵押的維滕堡城堡的佔領事宜；同意對同盟王公（Bogislaus公爵）對抗瓦爾德瑪國王予以援助。 向科爾貝格、什切青和安克拉姆發出催促信。 |
| 1368年8月10日        | 維斯馬                  | 呂貝克、羅斯托克、施特拉爾松德（Bertram）和維斯馬 | 與挪威國王哈康六世達成停戰協議，有效期至1369年4月1日。預訂與國王協商確保北厄勒海峽的停戰。斯堪尼亞的指揮官被要求留守至聖馬丁節。 梅克倫堡公爵阿爾伯特病重，如無從醫治應由其子海因里希公爵繼任。 瓦爾德瑪國王在德意志帝國，亦在皇帝處，試圖結成反對漢薩諸城的聯盟。柏林、普倫茨勞、勃蘭登堡、法蘭克福、布雷斯勞和古本等城，被要求警告那些可能支持瓦爾德瑪國王的王公和領主。 |
| 1370年               | 施特拉爾松德            | 呂貝克、施特拉爾松德、格賴夫斯瓦爾德、什切青、科爾貝格、什切青舊城、海烏姆諾、托倫、埃爾布隆格、但澤、里加、塔林、塔爾圖、坎彭、須德海、布里勒、哈爾德韋克、聚特芬、埃爾堡、斯塔福倫、代芬特爾、多德雷赫特、阿姆斯特丹                                                      | 在對丹麥國王瓦爾德瑪四世的第二次戰爭（1368–1369年）後，漢薩於1370年5月1日在施特拉爾松德的漢薩大會上與丹麥達成和約，23個漢薩城鎮（科隆同盟成員）和丹麥使節參加了會議。1370年5月24日簽署的和平條約規定，丹麥必須保證漢薩同盟在波羅的海的自由貿易，並廢除自1361年以來在斯科訥鯡魚貿易中對德意志商人徵收的附加稅。《施特拉爾松德和約》標誌漢薩同盟在波羅的海地區權力的頂峰。 |
| 1375年               | 呂貝克                  | 呂貝克：Bertram Vorrade | 工商業城鎮不倫瑞克是北德地區因拉默爾斯貝格銅礦開採而致富的重要城邦之一。手工業者組成行會，爭取在城市中獲得更多權利和議會代表權，這在不倫瑞克引發過多次反對貴族統治的起義（不倫瑞克暴動）。1374年為償還城鎮巨額債務而決定提高對不倫瑞克手工業者徵稅，導致多名議員被殺而貴族統治也被推翻。 因此在呂貝克漢薩大會上，不倫瑞克被以「議員無辜被殺」為由開除出聯盟，並禁止所有漢薩商人與不倫瑞克進行貿易。 |
| 1376年               | 施特拉爾松德            | 呂貝克：Hermann Lange | 在斯堪的納維亞三國丹麥、挪威和瑞典的權力爭鬥中，梅克倫堡對丹麥發動了私掠戰爭，漢薩船隻也受到影響。羅斯托克和維斯馬是私掠者的出發地，船隻在此裝備和武裝。這些被稱為「維塔利兄弟」的私掠者自行承擔風險和收益。漢薩對兩市施加壓力，要求制止海盜行為，但未見成效。漢薩大會決定打擊日益猖獗的海盜行為。為此，決定在漢薩港口交易的貨物上徵收為期兩年的磅稅，用於裝備漢薩的戰船。 |
| 1377年               | 呂貝克                  | 呂貝克：Bertram Vorrade | |
| 1379年               | 呂貝克                  | 呂貝克：Hinrich von Loo、Gottfried Travelmann | 多特蒙德首次參加漢薩大會。此前由於海港城市的主導地位，西法倫地區的主要漢薩城市從未參加過會議。 |
| 1380年               | 呂貝克                  | 呂貝克：Hinrich von Loo、Gottfried Travelmann | 經過五年的「被漢薩化」後，不倫瑞克重新被接納為漢薩成員。 加入「科隆分區」的荷蘭城市中，阿納姆於1380年申請加入漢薩，但直到1441年才正式成為成員。 |
| 1382年               | 呂貝克                  | 呂貝克：Gottfried Travelmann | |
| 1383年               | 呂貝克                  | 呂貝克：Gottfried Travelmann | 漢薩大會致信普魯士諸城，批評這些城邦未派代表參加會議。請他們確定新的會議日期，以便討論相關事務。 |
| 1384年               | 呂貝克                  | 呂貝克：Gerhard Dartzow | |
| 1387年               | 呂貝克                  | 呂貝克：Peter von Herike | |
| 1388年               | 呂貝克                  | 呂貝克：Gottfried Travelmann | 英格蘭、佛蘭德和俄羅斯的貿易禁運影響了漢薩同盟三個貿易站的貿易。 此前因布魯日提高稅收引發的爭端，伴隨織工對當局的嚴重騷亂以及1378年漢薩商人的被捕，未能通過談判解決。因此，漢薩大會於1388年5月1日決定對佛蘭德實施貿易封鎖，直至1392年底。 |
| 1389年               | 呂貝克                  | 呂貝克：Gottfried Travelmann | |
| 1390年               | 呂貝克                  | 呂貝克：Gottfried Travelmann | |
| 1391年               | 漢堡                    | 呂貝克：Jordan Pleskow | |
| 1400年               | 呂貝克                  | 呂貝克：Henning von Rentelen | |

### 1366年至1699年
| 日期   | 與會地       | 與會者/代表 | 達成結果及時間分類 |
| ------ | ------------ | --- | --- |
| 1401年 | 呂貝克       | | 禁止賒購：在布魯日商棧的推動下，首次決定貿易貨物禁止賒購。此舉主要是為了保護長途貿易的商人免受損失。該決議源自一個利沃尼亞市鎮議會對與俄羅斯人間貿易的賒賬禁令。該規定有效期三年。                               |
| 1401年 | 卡爾馬       | 呂貝克：Henning von Rentelen | |
| 1402年 | 呂貝克       | 呂貝克：Henning von Rentelen | |
| 1402年 | 卡爾馬       | 呂貝克：Henning von Rentelen | |
| 1403年 | 呂貝克       | 呂貝克：Jordan Pleskow、Henning von Rentelen | |
| 1403年 | 卡爾馬       | 呂貝克：Henning von Rentelen | |
| 1404年 | 呂貝克       | 呂貝克：Henning von Rentelen | |
| 1405年 | 呂貝克       | 呂貝克：Henning von Rentelen | |
| 1407年 | 呂貝克       | 呂貝克：Jordan Pleskow、Albert von der Brügge、Nikolaus von Stiten | |
| 1410年 | 呂貝克       | 呂貝克：Hermann von Alen | |
| 1411年 | 呂貝克       | 呂貝克：Gerhard Mars | |
| 1411年 | 維斯馬       | 呂貝克：Nosselmann Bunstorp | |
| 1412年 | 呂訥堡       | 呂貝克：Elert Stange | 隨着鹽、谷物和木材等大宗商品貿易的增長，商船體積越來越大，吃水也更深，這導致船隻在港口擱淺的風險增加。與海港不同，內陸城市的港口較小，受影響更大，因此反對這一趨勢。根據商議結果，開始製造各種尺寸型號的船隻。   |
| 1416年 | 呂貝克       | 呂貝克：Marquard von Dame、Tidemann Junge、Albert van der Brügge、Johann von Hameln | |
| 1417年 | 呂貝克       | 呂貝克：Marquard von Dame、Tidemann Junge、Albert van der Brügge | 由於諸城鎮手工業者頻繁起事，漢薩同盟議定，每個在城鎮定居的手工業者，都必須持有其出生地和定居城鎮同時認可的能力證明，以便更好地控制那些可疑為煽動者的手工業者。                                                   |
| 1417年 | 羅斯托克     | 呂貝克：Johann von Hameln | |
| 1421年 | 呂貝克       | 呂貝克：Tidemann Morkerke | |
| 1422年 | 呂貝克       | 呂貝克：Berthold Roland、Johann von Hameln、Tidemann Morkerke | |
| 1423年 | 呂貝克       | 呂貝克：Johann von Hameln | |
| 1426年 | 呂貝克       | 呂貝克：Ludwig Krul、Berthold Roland、Johann Bere | 漢薩同盟的造船業也向海外如英格蘭、荷蘭和意大利等出售船隻。隨著荷蘭船隻越來越多地出現在波羅的海，漢薩決定禁止向海外出售船隻，並定期更新該禁令。結果導致造船廠失去重要客戶，同時也促進了其他國家的造船業發展。     |
| 1427年 | 不倫瑞克     | 老城：Tile van Strobeck、Cord van Ursleve、Albert van Vechelde、Statius Velhauwer、Henning Salge、Hans van Hollege 哈根：Cort Horneburg、Hans Horneburg、Tile van dem Broke 新城：Arnt Elers、Fricke van Twedorp | 文德人-薩克森聯盟對抗丹麥國王埃里克 （阿舍爾斯萊本、不倫瑞克、艾因貝克、戈斯拉爾、哈伯施塔特、漢堡、哈梅林、漢諾威、赫爾姆施泰特、希爾德斯海姆、呂貝克、呂訥堡、馬格德堡、奎德林堡）不來梅被「漢薩化」至1433年。 |
| 1430年 | 呂貝克       | 呂貝克：Ludwig Krul、Johann Bere | 主要問題之一是多個城鎮代表未出席。會議表示無正當理由缺席者將被罰一金幣，貨物可能被查封，甚至被開除出聯盟。 |
| 1434年 | 呂貝克       | 呂貝克：Johann Bere、Johann Gerwer、Jakob Bramstede、Johann Segeberg、Johann Klingenberg | |
| 1441年 | 呂貝克       | 呂貝克：Johann Bere、Johann Gerwer、Jakob Bramstede、Johann Segeberg | |
| 1443年 | 呂貝克       | 呂貝克：Johann Lüneburg | |
| 1449年 | 不來梅       | 呂貝克：Jakob Bramstede | |
| 1450年 | 不來梅       | 呂貝克：Jakob Bramstede | |
| 1457年 |              | | 30個城邦因缺席會議而被判罰款，除非他們可以迅速道歉並有合理理由解釋。 |
| 1466年 | 呂貝克       | 呂貝克：Bertold Witig | |
| 1470年 | 于爾岑       | 呂貝克、漢堡、呂訥堡、不倫瑞克、施滕達爾、馬格德堡、希爾德斯海姆、戈斯拉爾，以及羅斯托克、維斯馬、哈爾伯施塔特、哈勒、哥廷根的代表                                                                               | 討論薩克森-文德人聯盟草案。 |
| 1476年 | 呂貝克       | 呂貝克：Hinrich Castorp、Ludeke von Thünen、Tidemann Evinghusen | 烏得勒支和約 |
| 1476年 | 不來梅       | 呂貝克：Hinrich Castorp、Ludeke von Thünen 明斯特：Johann VI. Droste zu Hülshoff | |
| 1479年 | 呂貝克       | 呂貝克：Brand Hogefeld | |
| 1487年 | 呂貝克       | 呂貝克：Hinrich Castorp、Hinrich Lipperade der Jüngere、Heinrich Brömse、Brand Hogefeld 里加：Johann Schöning | 約翰·施瓊的漢薩大會日誌收錄於會議記錄中 |
| 1490年 | 呂貝克       | 呂貝克：Hinrich Castorp | |
| 1494年 | 不來梅       | 呂貝克：Hermann von Wickede II、Johann Testede 西法倫：Johann VII. Droste zu Hülshoff | |
| 1498年 | 呂貝克       | 呂貝克：Hermann von Wickede、Heinrich Westfal | |
| 1498年 | 不來梅       | 呂貝克：Heinrich Witte 西法倫：Johann VII. Droste zu Hülshoff | |
| 1501年 | 呂貝克       | 呂貝克：Hermann von Wickede | |
| 1501年 | 呂貝克       | 呂貝克：Johann Hertze | |
| 1506年 | 呂貝克       | 呂貝克：Heinrich Witte、Daniel von Büren der Ältere 西法倫：Everwin II. von Droste zu Handorf | 結果：塞格貝格條約（1506）；尼雪平和約（1507） |
| 1507年 | 呂貝克       | 呂貝克：Jasper Lange、Johann Kerkring、Hartwig von Stiten、Tidemann Berck、Heinrich Witte、David Divessen、Hermann Meyer、Daniel von Büren der Ältere                                                            | |
| 1511年 | 呂貝克       | 呂貝克：Johann Kerkring、Heinrich Witte、Heinrich Castorp、Thomas von Wickede | |
| 1514年 | 呂貝克       | 呂貝克：Berend Bomhover、Heinrich Warmboeke | 文德人諸城會議 |
| 1515年 | 呂貝克       | 呂貝克：Hermann Meyer | |
| 1515年 | 施特拉爾松德 | 呂貝克：Heinrich Castorp、Thomas von Wickede | |
| 1516年 | 呂貝克       | 呂貝克：Hermann Meyer、Thomas von Wickede | |
| 1530年 | 呂貝克       | | 呂貝克貴族試圖在反宗教改革中利用聯盟會議。 |
| 1534年 | 漢堡         | 呂貝克：Joachim Gercken | |
| 1535年 | 呂訥堡       | 呂貝克：Gotthard von Hoeveln、Godeke Engelstede | 呂貝克的政策被聯盟會議否決。 |
| 1535年 | 呂貝克       | 呂貝克：Godeke Engelstede | 呂貝克與克里斯蒂安三世之間達成漢堡和約（1536年）。 |
| 1540年 | 呂貝克       | 呂貝克：Nikolaus Broemse | |
| 1550年 | 呂訥堡       | 呂貝克：Hermann Falke | |
| 1555年 | 呂貝克       | 呂貝克：Heinrich Köhler、Ambrosius Meyer、Hermann Falke、Gottschalck von Wickede | |
| 1556年 | 呂貝克       | 呂貝克：Heinrich Köhler、Ambrosius Meyer、Hermann Falke、Gottschalck von Wickede 海因里希·蘇德曼獲漢薩同盟委任為首位代理官。                                                                                     | |
| 1557年 | 呂貝克       | 呂貝克：Heinrich Köhler、Hermann Falke、Gottschalck von Wickede、Anton Lüdinghusen，63個城鎮出席 | 議定可持續聯盟的章程。 |
| 1558年 | 不來梅       | 呂貝克：Ambrosius Meyer、Anton Lüdinghusen | |
| 1559年 | 呂貝克       | 呂貝克：Heinrich Köhler、Ambrosius Meyer、Anton Lüdinghusen、Hieronymus Lüneburg | |
| 1562年 | 呂貝克       | 呂貝克：Ambrosius Meyer、Anton Lüdinghusen、Hieronymus Lüneburg | |
| 1564年 | 呂貝克       | 呂貝克：Ambrosius Meyer、Anton Lüdinghusen、Hieronymus Lüneburg、Johann Kerkring 但澤：Albrecht Giese | |
| 1566年 | 呂貝克       | 呂貝克：Ambrosius Meyer、Anton Lüdinghusen、Hieronymus Lüneburg、Johann Kerkring 但澤：Albrecht Giese | |
| 1604年 |              | | 呂貝克單獨派遣使節前往俄羅斯（1603年）的行為受到聯盟會議譴責。 |
| 1628年 | 呂貝克       | 呂貝克：Lorenz Möller | 議定1629年由呂貝克、不來梅和漢堡任聯盟的共同管理者。 |
| 1630年 | 呂貝克       | 呂貝克：Lorenz Möller | |
| 1651年 | 呂貝克       | 呂貝克：Christoph Gerdes、David Gloxin | |
| 1669年 | 呂貝克       | 呂貝克：Johann Ritter 不來梅、漢堡、但澤、羅斯托克、不倫瑞克、希爾德斯海姆、奧斯納布呂克、科隆 | 1669年5月29日，由呂貝克議會主持舉行最後一次聯盟會議。 |

## 文学
- 孙殿英研究。 （页面存档备份，存于）出处： Sundine：新西波美拉尼亚和吕根岛的娱乐报纸。第20卷，施特拉尔松德 1846年。
- 戈特弗里德·魏茨 (Gottfried Waitz) 等人： 《汉萨同盟休会期：1256年至1430年汉萨同盟时期的休会期及其他记录》。第 1 卷，由 Duncker & Humblot于1870年在莱比锡出版。 （汉萨同盟时期，1256 – 1370年 （页面存档备份，存于））
- 埃米尔·费迪南德·费林 (Emil Ferdinand Fehling) ：吕贝克理事会线。吕贝克 1925年。
- Antjekathrin Graßmann （编辑） ：吕贝克的历史。 Schmidt-Römhild，吕贝克 1989， ISBN 3-7950-3203-2 。
- Jörgen Bracker（编辑） ：汉萨同盟——现实与神话。 2卷。汉堡 1989年。见：汉堡历史博物馆展览目录，1989年 8月24日至11月24日。 4. 正文部分。版本，Schmidt-Römhild，吕贝克 2006年。
- 菲利普·多林格：汉萨同盟。 6.版。斯图加特 2012， ISBN 978-3-520-37106-5 。
- 罗尔夫·哈默尔-基索：汉萨同盟。 5.版。慕尼黑 2014年， ISBN 978-3-406-58352-0 。

## 网络链接
- 漢薩同盟會議（德国国家图书馆目录相关文献）

## 个别参考文献
1. ↑  www.hansischergeschichtsverein.de 错误：存档服务未知的存檔，存档日期[缺少日期]，, Hansischer Geschichtsverein.
2. 1 2 3  Die Recesse und andere Akten der Hansetage von 1256 – 1430. Band 1: Hansetage von 1256 – 1370. Duncker & Humblot, Leipzig 1870. digitalisate.sub.uni-hamburg.de 错误：存档服务未知的存檔，存档日期[缺少日期]，
3. ↑  Die Recesse und andere Akten der Hansetage von 1256 – 1430. Band 1: Hansetage von 1256 – 1370. Duncker & Humblot, Leipzig 1870. digitalisate.sub.uni-Hamburg.de 错误：存档服务未知的存檔，存档日期[缺少日期]，
4. ↑  G. Waitz u. a.: Hanserecesse. Band 1, Nr. 202–211, S. 131–133.
5. 1 2 3 4 5 6 7 8 9  Sundische Studien § 8 - § 11. In: Sundine: Unterhaltungsblatt für Neu-Vorpommern und Rügen. Band 20, Stralsund 1846, S. 267–276.
6. ↑  G. Waitz u. a.: Hanserecesse. Band 1, Nr. 212, S. 135–139.
7. ↑  Ph. Dollinger: Die Hanse. 1998, S. 80–82.
8. ↑  G. Waitz u. a.: Hanserecesse. Band 1, Nr. 216, 217, S. 139–145.
9. ↑  Ph. Dollinger: Die Hanse. 1998, S. 536.
10. ↑  G. Waitz u. a.: Hanserecesse. Band 1, Nr. 218, S. 145.
11. ↑  G. Waitz u. a.: Hanserecesse. Band 1, Nr. 219, S. 146.
12. ↑  G. Waitz u. a.: Hanserecesse. Band 1, Nr. 220, S. 146.
13. ↑  G. Waitz u. a.: Hanserecesse. Band 1, Nr. 221, 222, S. 147–149.
14. ↑  G. Waitz u. a.: Hanserecesse. Band 1, Nr. 223, S. 149.
15. ↑  G. Waitz u. a.: Hanserecesse. Band 1, S. 150.
16. ↑  G. Waitz u. a.: Hanserecesse. Band 1, Nr. 224–227, S. 151–156.
17. ↑  G. Waitz u. a.: Hanserecesse. Band 1, Nr. 228–231, S. 156–160.
18. ↑  G. Waitz u. a.: Hanserecesse. Band 1, Nr. 232–235, S. 160–166.
19. ↑  G. Waitz u. a.: Hanserecesse. Band 1, Nr. 236–251, S. 167–180.
20. ↑  G. Waitz u. a.: Hanserecesse. Band 1, Nr. 253–256, S. 181–183.
21. ↑  G. Waitz u. a.: Hanserecesse. Band 1, Nr. 257, S. 183–184.
22. ↑  G. Waitz u. a.: Hanserecesse. Band 1, Nr. 259 / 260, S. 185.
23. ↑  Ph. Dollinger: Die Hanse. 1998, S. 84.
24. 1 2  Ph. Dollinger: Die Hanse. 1998, S. 84.
25. 1 2 3 4 5 6 7 8 9 10 11 12 13 14 15 16 17  Sundische Studien § 12. (S. 284–286)
26. ↑  G. Waitz u. a.: Hanserecesse. Band 1, Nr. 354–355, S. 302–306.
27. ↑  G. Waitz u. a.: Hanserecesse. Band 1, Nr. 401–402, S. 358–361.
28. 1 2 3 4 5 6 7 8  Sundische Studien § 13–14 (S. 292–300)
29. ↑  G. Waitz u. a.: Hanserecesse. Band 1, Nr. 412–419, S. 372–379.
30. ↑  Ph. Dollinger: Die Hanse. 1998, S. 86, 156, 538.
31. ↑  G. Waitz u. a.: Hanserecesse. Band 1, Nr. 440–449, S. 397–404.
32. ↑  G. Waitz u. a.: Hanserecesse. I 2, Nr. 92
33. ↑  ↑ Ph. Dollinger: Die Hanse. 1998, S. 177–178, 539.
34. ↑   Josef Dolle (Hrsg.): Urkundenbuch der Stadt Braunschweig. Band 7: 1375–1387. (= Veröffentlichungen der Historischen Kommission für Niedersachsen und Bremen. Band 215). Hannover 2003, ISBN 3-7752-6015-3, S. 48.
35. ↑  G. Waitz u. a.: Hanserecesse. I 5, Nr. 23
36. ↑  Ph. Dollinger: Die Hanse. 1998, S. 268, 558.
37. ↑  Ph. Dollinger: Die Hanse. 1998, S. 184.
38. ↑  Ph. Dollinger: Die Hanse. 1998, S. 177.
39. ↑  Ph. Dollinger: Die Hanse. 1998, S. 186.
40. ↑  Matthias Puhle: Die Politik der Stadt Braunschweig innerhalb des Sächsischen Städtebundes und der Hanse im späten Mittelalter. In: Braunschweiger Werkstücke. Band 63, Braunschweig 1985, S. 216.
41. ↑  Puhle: Die Politik der Stadt Braunschweig. S. 73.
42. ↑  Puhle: Die Politik der Stadt Braunschweig. S. 44.
43. ↑  Thomas Hill: Die Stadt und ihr Markt: Bremens Umlands- und Aussenbeziehungen im Mittelalter (12.-15. Jahrhundert). Franz Steiner Verlag, 2004, ISBN 3-515-08068-6.
44. ↑  Ph. Dollinger: Die Hanse. 1998, S. 119.
45. ↑  Ph. Dollinger: Die Hanse. 1998, S. 120.
46. ↑  Thomas Vogtherr: Uelzen. Geschichte einer Stadt im Mittelalter. Becker, Uelzen 1997, S. 152 f.